# Eriogonum brachyanthum
Eriogonum brachyanthum är en slideväxtart som beskrevs av Frederick Vernon Coville. Eriogonum brachyanthum ingår i släktet Eriogonum och familjen slideväxter. Inga underarter finns listade i Catalogue of Life.